# エレオノーレ・フォン・ポルトゥガル

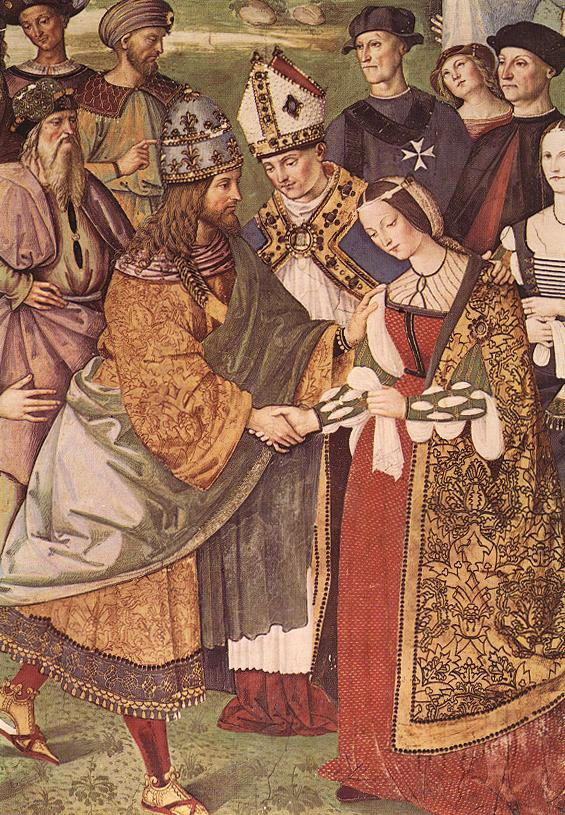
フリードリヒ3世との結婚

エレオノーレ・ヘレナ・フォン・ポルトゥガル（Eleonore Helena von Portugal, 1434年9月18日 - 1467年9月3日）は、神聖ローマ皇帝フリードリヒ3世の皇后。ポルトガル王ドゥアルテ1世と王妃レオノールの娘。ポルトガル名はレオノール（Leonor）。兄にアフォンソ5世、妹にカスティーリャ王エンリケ4世の王妃フアナ（ジョアナ）がいる。

## 生涯
皇后となることを切望し、15歳の1452年3月16日にローマでフリードリヒ3世との結婚式を行い、3日後の3月19日に夫の戴冠式に臨んで正式に皇后となった。当時のポルトガルは海洋王国として栄えていたが、一方のハプスブルク家はまだ弱小の領邦君主に過ぎず、またフリードリヒ3世は大変な倹約家であった。結婚後にこのことを知ったエレオノーレは愕然としたが、エレオノーレの持参金によってフリードリヒ3世の経済状況は好転した。
息子マクシミリアン（のちの皇帝マクシミリアン1世）は陰気なフリードリヒに似なかったこともあり、当時皇帝の子ではないとも言われたが、最終的に夫婦の間には5子が生まれており、その可能性は低いとされる。エレオノーレはこの息子に大いに期待を寄せたが、言語の発達が遅く、5歳まで言葉を喋れなかったため、大変心配した。
1467年にウィーナー・ノイシュタットで胃腸感染症で崩御し、同地の聖ゲオルク教会に葬られた。後にマクシミリアン1世が崩御した際、遺言によってエレオノーレとともに埋葬された。

## 子女
エレオノーレはフリードリヒ3世との間に5人の子をもうけた。うち成人したのは2人だけである。
- クリストフ（1454年 - 1455年）
- マクシミリアン（1459年 - 1519年） - 神聖ローマ皇帝
- ヘレナ（1460年 - 1461年）
- クニグンデ（1465年 - 1520年） - バイエルン公アルブレヒト4世妃
- ヨハン（1466年 - 1467年）

## 系譜
| エレオノーレ | 父: ドゥアルテ1世 (ポルトガル王) | 祖父: ジョアン1世 (ポルトガル王)     | 曽祖父: ペドロ1世 (ポルトガル王)             |
| エレオノーレ | 父: ドゥアルテ1世 (ポルトガル王) | 祖父: ジョアン1世 (ポルトガル王)     | 曽祖母: テレサ・ロレンソ                     |
| エレオノーレ | 父: ドゥアルテ1世 (ポルトガル王) | 祖母: フィリパ                       | 曽祖父: ランカスター公ジョン・オブ・ゴーント |
| エレオノーレ | 父: ドゥアルテ1世 (ポルトガル王) | 祖母: フィリパ                       | 曽祖母: ランカスター公女ブランシュ           |
| エレオノーレ | 母: レオノール                   | 祖父: フェルナンド1世 (アラゴン王)   | 曽祖父: フアン1世 (カスティーリャ王)         |
| エレオノーレ | 母: レオノール                   | 祖父: フェルナンド1世 (アラゴン王)   | 曽祖母: アラゴン王女レオノール[1]            |
| エレオノーレ | 母: レオノール                   | 祖母: レオノール・デ・アルブルケルケ | 曽祖父: サンチョ・デ・アルブルケルケ[2]      |
| エレオノーレ | 母: レオノール                   | 祖母: レオノール・デ・アルブルケルケ | 曽祖母: ベアトリス・デ・ポルトゥガル[3]      |

1. アラゴン王ペドロ4世の娘。
2. カスティーリャ王アルフォンソ11世の庶子。
3. ポルトガル王ペドロ1世の庶子。